# Ctenuchidia interrupta
Ctenuchidia interrupta là một loài bướm đêm thuộc phân họ Arctiinae, họ Erebidae.